# 圣维克托马雷斯库尔
圣维克托马雷斯库尔（法語：Saint-Victor-Malescours）是法国上卢瓦尔省的一个市镇，位于该省东北部，属于伊桑若区。该市镇总面积14.47平方公里，2009年时的人口为758人。

## 交通
上卢瓦尔省省道D23线和D231线经过境内。

## 人口
圣维克托马雷斯库尔人口变化图示